# Horná Ždaňa
Horná Ždaňa (in ungherese Felsőzsadány) è un comune della Slovacchia facente parte del distretto di Žiar nad Hronom, nella regione di Banská Bystrica.